# Baruj Benacerraf
Baruj Benacerraf (Caracas, 29 oktober 1920 – Boston, 2 augustus 2011) was een Amerikaanse immunoloog en Nobelprijswinnaar van Venezolaanse afkomst. In 1980 won hij samen met Jean Dausset en George Davis Snell de Nobelprijs voor Fysiologie of Geneeskunde voor hun ontdekking van de Major Histocompatibility Complex-genen, welke coderen voor moleculen aan het celoppervlak, en die belangrijk zijn voor het herkenningsvermogen voor lichaamseigen en niet-eigen stoffen van het immuunsysteem.
Hij is de broer van de filosoof Paul Benacerraf.

## Biografie
Benacerraf werd geboren als zoon van Sefardische Joden. Zijn vader kwam uit Spaans-Marokko en zijn moeder uit Algerije. In 1925 verhuisde Benacerraf met zijn familie van Venezuela naar Parijs. In 1940 emigreerde hij naar de Verenigde Staten. Hier haalde hij zijn Bachelor aan de Columbia University School of General Studies. Voor zijn Doctor of Medicine ging hij studeren aan het Medisch College van Virginia, de enige school die hem toeliet.
Van 1945 tot 1948 diende Benacerraf in de medische dienst van het Amerikaanse leger, en werkte hij in een militair ziekenhuis. In 1948 werd hij onderzoeker aan de Columbia University College of Physicians and Surgeons, en begon hij zijn onderzoek naar allergieën. Van 1950 tot 1956 deed hij onderzoek bij het Centre national de la recherche scientifique in Parijs. Daarna werkte hij achtereenvolgens aan de New York-universiteit (1956-68), het National Institutes of Health (NIH, 1968–70) en de Harvard-universiteit (1970–91).
Benacerraf slaagde er als eerste in het biochemische mechanisme van de door Snell en Dausset beschreven H2- en HLA-systemen op te helderen. Hun ontdekkingen verklaarden waarom sommige mensen beter in staat zijn om zich tegen infecties te beschermen dan anderen en waarom sommigen een groter risico lopen op het verkrijgen van multiple sclerose, lupus erythematodes en andere auto-immuunziektes waarbij het immuniteitssysteem van het lichaam het eigen weefsel aanvalt.
In 1990 kreeg Benacerraf de National Medal of Science.
- Bibliothèque nationale de France: cb13184575n (data)
- Catàleg d'autoritats de noms i títols de Catalunya: 981058511481206706
- CiNii: DA01420034
- Gemeinsame Normdatei: 121099059
- International Standard Name Identifier: 0000 0001 0915 9403
- Library of Congress Control Number: n50007161
- Bibliotheek van het Japanse parlement: 00432851
- Nationale Bibliotheek van Tsjechië: nlk20000082243
- Nationale bibliotheek van Australië: 35017232
- Nationale Bibliotheek van Israël: 987007258562905171
- Nationale en Universitaire bibliotheek Zagreb: 000096075
- Nederlandse Thesaurus van Auteursnamen: 068707169
- Istituto Centrale per il Catalogo Unico: CFIV060723
- SNAC: w6wv2fmq
- Système universitaire de documentation: 035370858
- Trove: 791802
- Virtual International Authority File: 73993138
- WorldCat: E39PBJf8yGQbHkRCCGCkMqqCwC

1901: Behring · 
1902: Ross · 
1903: Finsen · 
1904: Pavlov · 
1905: Koch · 
1906: Golgi, Ramón y Cajal · 
1907: Laveran · 
1908: Mechnikov, Ehrlich · 
1909: Kocher · 
1910: Kossel · 
1911: Gullstrand · 
1912: Carrel · 
1913: Richet ·
1914: Bárány · 
1919: Bordet · 
1920: Krogh · 
1922: Hill, Meyerhof · 
1923: Banting, Macleod · 
1924: Einthoven ·
1926: Fibiger · 
1927: Wagner-Jauregg · 
1928: Nicolle · 
1929: Eijkman, Hopkins · 
1930: Landsteiner · 
1931: Warburg · 
1932: Sherrington, Adrian · 
1933: Morgan · 
1934: Whipple, Minot, Murphy · 
1935: Spemann · 
1936: Dale, Loewi · 
1937: Szent-Györgyi · 
1938: Heymans · 
1939: Domagk · 
1943: Dam, Doisy · 
1944: Erlanger, Gasser · 
1945: Fleming, Chain, Florey · 
1946: Muller · 
1947: C. Cori, G. Cori, Houssay · 
1948: Müller · 
1949: Hess, Moniz · 
1950: Kendall, Reichstein, Hench · 
1951: Theiler · 
1952: Waksman · 
1953: Krebs,Lipmann ·
1954: Enders, Weller, Robbins · 
1955: Theorell · 
1956: Cournand, Forssmann, Richards · 
1957: Bovet · 
1958: Beadle, Tatum, Lederberg · 
1959: Ochoa, Kornberg · 
1960: Burnet, Medawar · 
1961: Békésy · 
1962: Crick, Watson, Wilkins · 
1963: Eccles, Hodgkin, Huxley · 
1964: Bloch, Lynen · 
1965: Jacob, Lwoff, Monod · 
1966: Rous, Huggins · 
1967: Granit, Hartline, Wald · 
1968: Holley, Khorana, Nirenberg · 
1969: Delbrück, Hershey, Luria · 
1970: Katz, Euler, Axelrod · 
1971: Sutherland · 
1972: Edelman, Porter · 
1973: Frisch, Lorenz, Tinbergen · 
1974: Claude, De Duve, Palade · 
1975: Baltimore, Dulbecco, Temin ·
1976: Blumberg, Gajdusek · 
1977: Guillemin, Schally, Yalow · 
1978: Arber, Nathans, Smith · 
1979: Cormack, Hounsfield · 
1980: Benacerraf, Dausset, Snell · 
1981: Sperry, Hubel, Wiesel · 
1982: Bergström, Samuelsson, Vane · 
1983: McClintock · 
1984: Jerne, Köhler, Milstein · 
1985: Brown, Goldstein · 
1986: Cohen, Levi-Montalcini · 
1987: Tonegawa · 
1988: Black, Elion, Hitchings · 
1989: Bishop, Varmus · 
1990: Murray, Thomas · 
1991: Neher, Sakmann · 
1992: Fischer, Krebs · 
1993: Roberts, Sharp · 
1994: Gilman, Rodbell · 
1995: Lewis, Nüsslein-Volhard, Wieschaus · 
1996: Doherty, Zinkernagel · 
1997: Prusiner · 
1998: Furchgott, Ignarro, Murad · 
1999: Blobel · 
2000: Carlsson, Greengard, Kandel ·
2001: Hartwell, Hunt, Nurse · 
2002: Brenner, Horvitz, Sulston · 
2003: Lauterbur, Mansfield · 
2004: Axel, Buck · 
2005: Marshall, Warren ·
2006: Fire, Mello ·
2007: Capecchi, Smithies, Evans ·
2008: Zur Hausen, Barré–Sinoussi, Montagnier ·
2009: Blackburn, Greider, Szostak ·
2010: Edwards ·
2011: Beutler, Hoffmann, Steinman ·
2012: Gurdon, Yamanaka ·
2013: Rothman, Schekman, Südhof ·
2014: O'Keefe, Moser, Moser ·
2015: Campbell, Omura, Tu ·
2016: Osumi ·
2017: Hall, Rosbash, Young ·
2018: Allison, Honjo ·
2019: Kaelin, Ratcliffe, Semenza ·
2020: Alter, Houghton, Rice ·
2021: Julius, Patapoutian ·
2022: Pääbo ·
2023: Karikó, Weissman ·
2024: Ambros, Ruvkun